# Sonate K. 81
Pour les articles homonymes, voir K81.
La sonate K. 81 (F.42/L.271) en mi mineur est une œuvre pour clavier et violon du compositeur italien Domenico Scarlatti.

## Présentation
La sonate K. 81, en mi mineur, est notée Grave – Allegro puis Grave – Allegro. Cette sonate et les quatre œuvres K. 88, 89, 90 et 91, forment un ensemble spécial dans le corpus. Il s'agit de sonates en plusieurs mouvements dont la partition se réduit à un dessus (violon, mandoline, instrument vent) et une basse chiffrée. L'exécution au clavecin seul n’est pas satisfaisante et réclame un ensemble de musiciens. Certaines autres sonates présentent le même style et sont chiffrées également, telles les K. 73, 77 et 78.

## Manuscrits

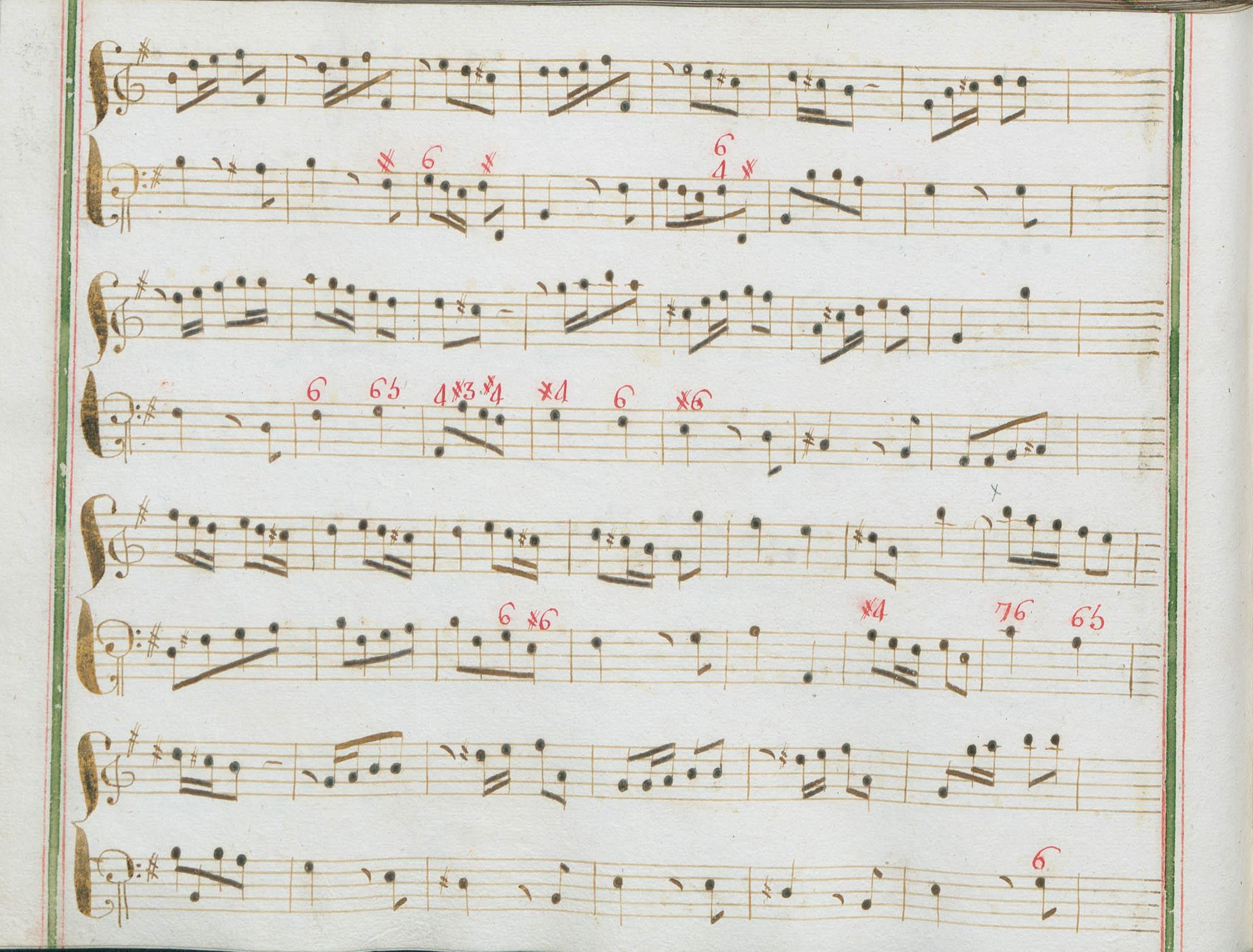
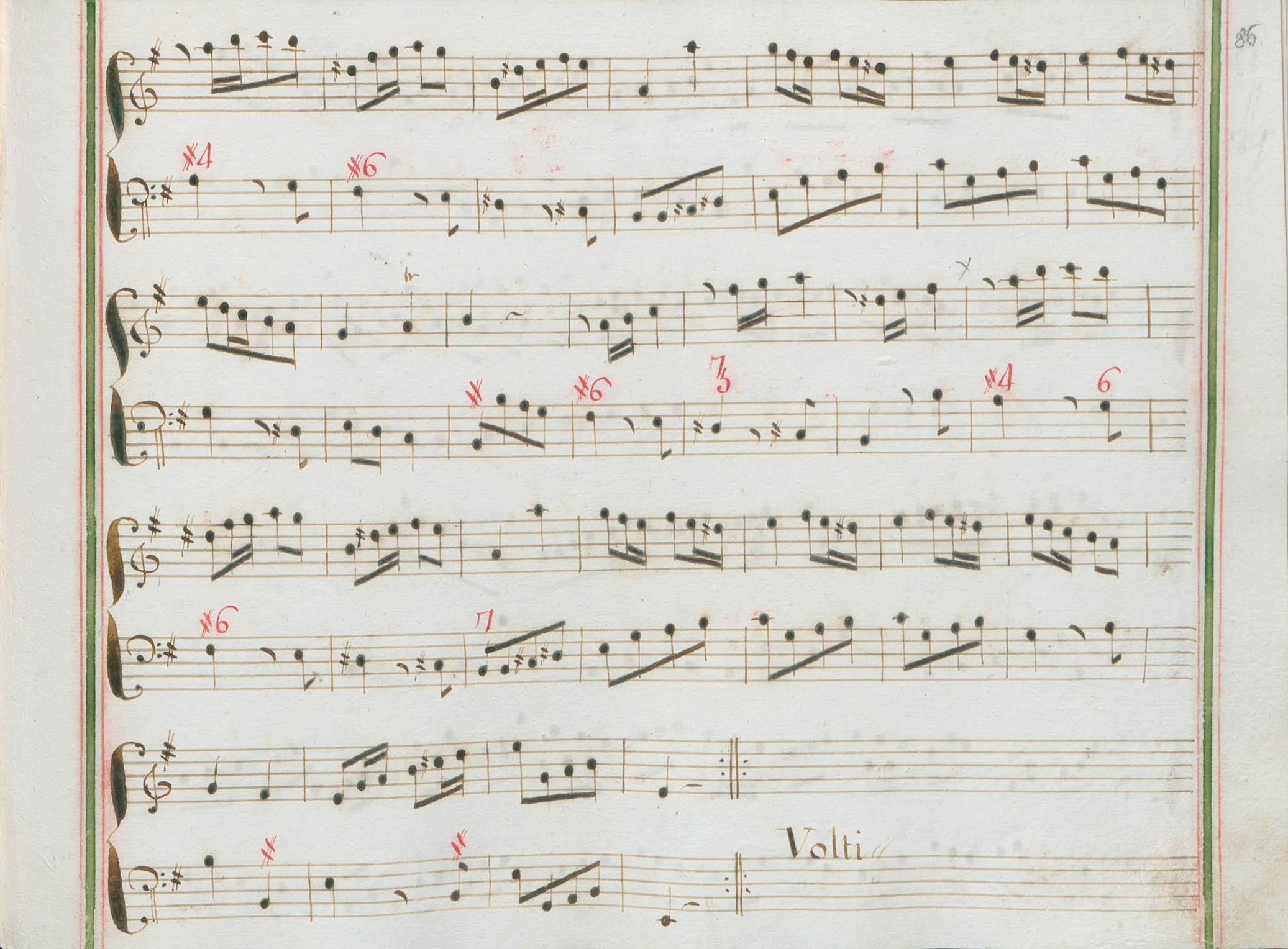
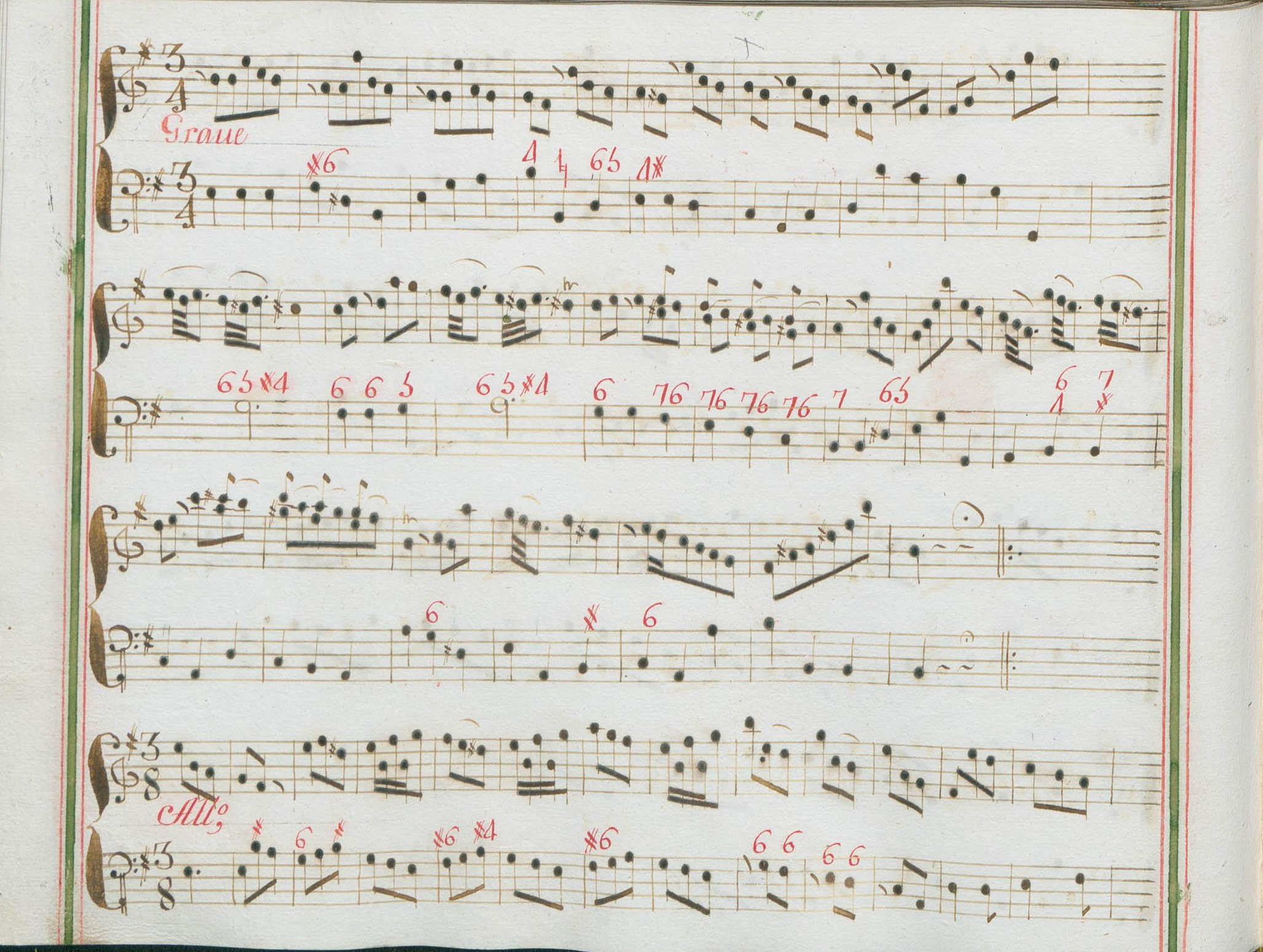
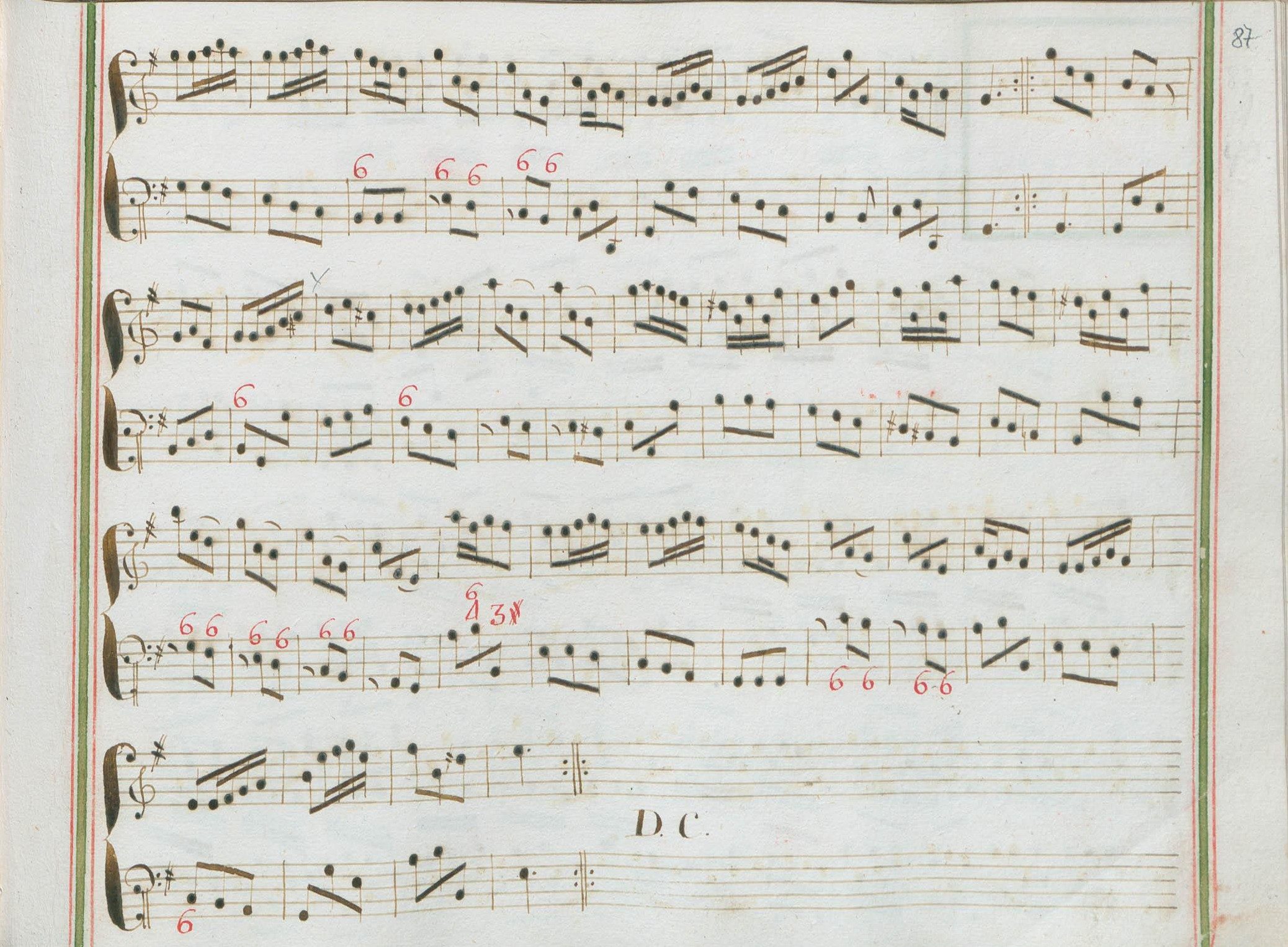

Le manuscrit principal est le numéro 46 du volume XIV (Ms. 9770) de Venise (1742).

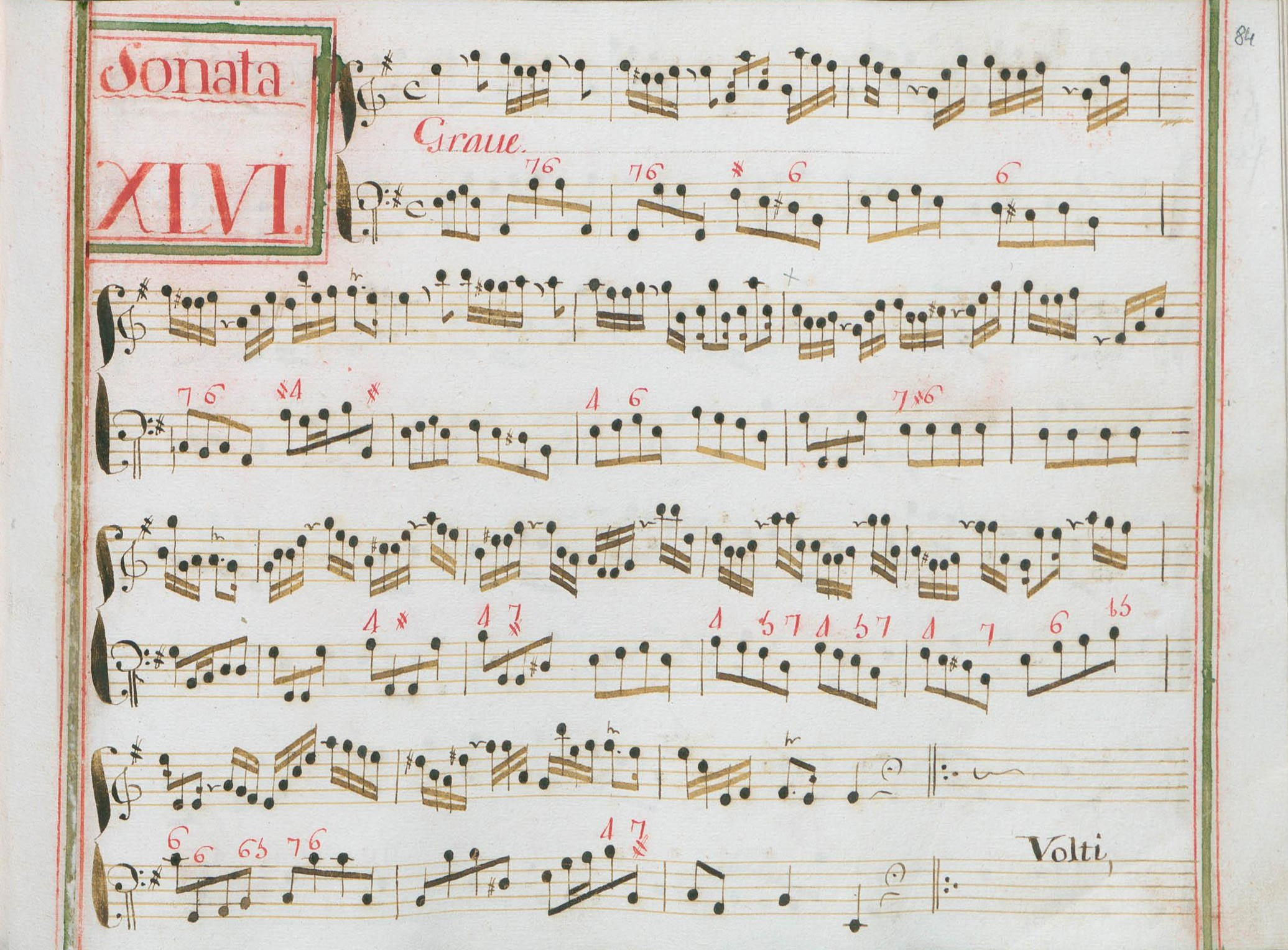
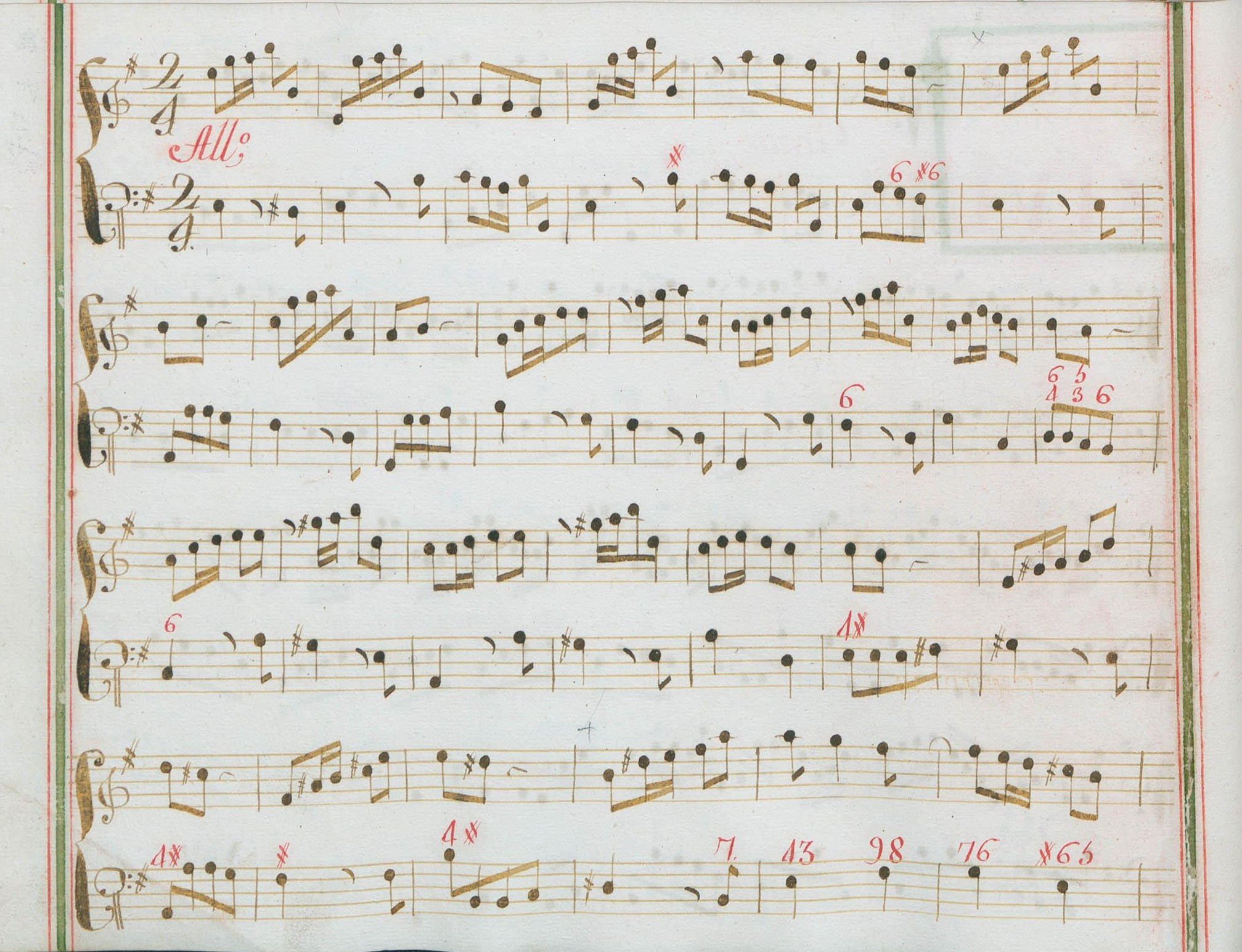
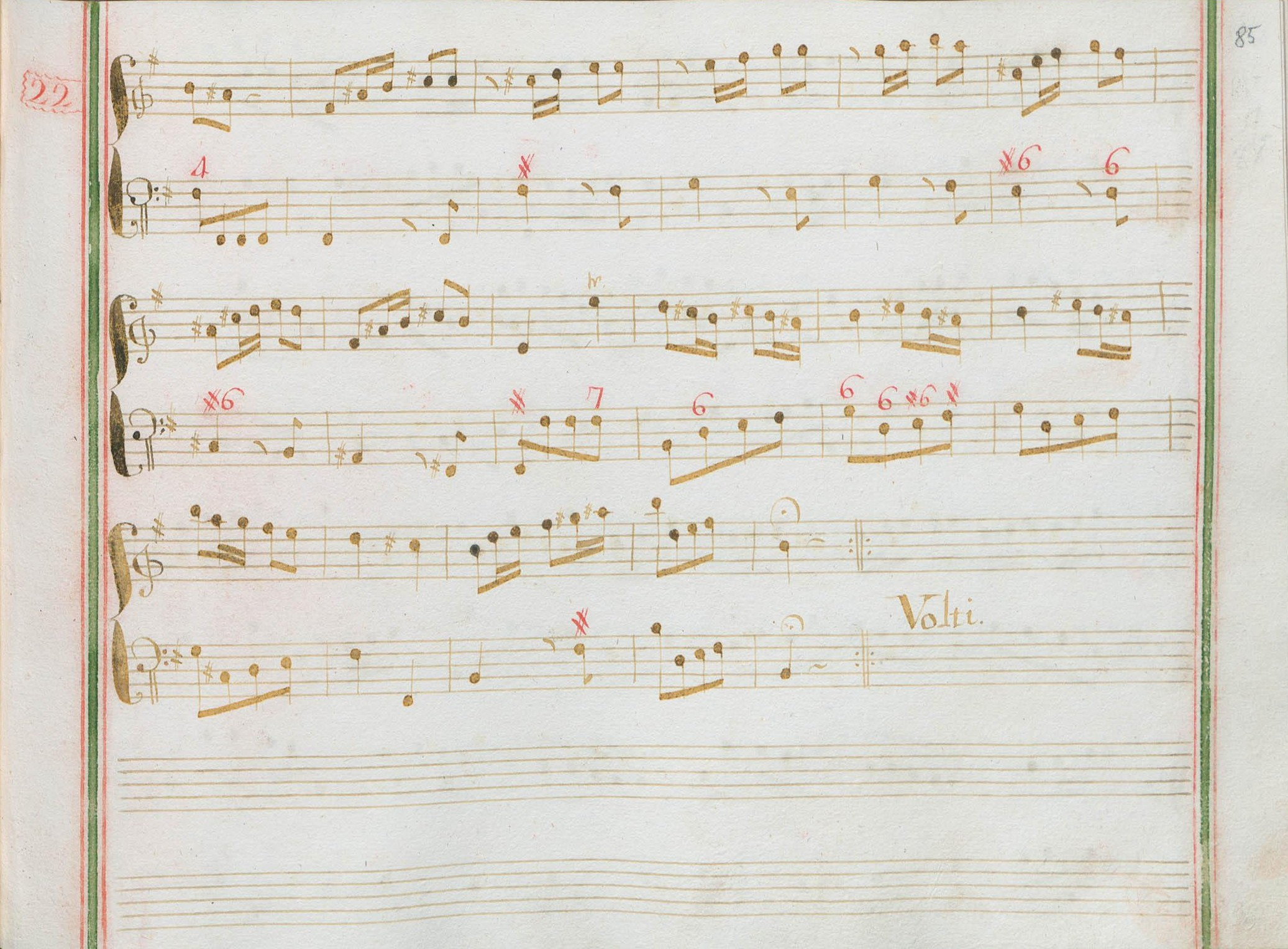

## Arrangements
Charles Avison utilise la sonate dans ses 12 Concertos grossi d'après les sonates de Domenico Scarlatti publiés à Londres, en 1744. Le concerto 8 en mi mineur commence par le Grave d'ouverture et le quatrième mouvement constitue le finale ; le concerto 9 en ut majeur, commence par le second mouvement de la sonate.

## Interprètes
Les sonates de chambre, parmi lesquelles la K. 81, ont été enregistrées, notamment par :
- Julian Olevsky, violon ; Fernando Valenti, clavecin (1955, LP Westminster XWN 18113 / Forgotten Records) — dans l'arrangement de Lionel Salter[4].
- Scott Ross : ensemble de chambre avec cordes et basson (1985, Erato)[5]
- Ugo Orlandi, mandoline et Sergio Vartolo, clavecin (2000, Bongiovanni)
- Pieter-Jan Belder : violon, clavecin, violoncelle (2001, Brilliant Classics, vol. 2)
- Richard Lester : flûte douce et clavecin (2004, Nimbus, vol. 5)
- Mauro Squillante, mandoline et Raffaele Vrenna au clavecin (2007, Stradivarius)
- Duo Capriccioso : mandoline et guitare (2008, Thorofon)
- Dorina Fratti, mandoline et Daniele Roi, clavecin (Dynamic)
- Capella Tiberina : violon et continuo (2013, Brilliant Classics)
- Ensemble Arte Mandoline (Brilliant Classics)
- Valerio Losito, viole d'amour et Andrea Coen, clavecin (Brilliant Classics)
- Pizzicar Galante : Anna Schivazappa, mandoline ; Fabio Antonio Falcone, clavecin et direction (2017, Arcana)
- Ensemble La Tempestad, dir. et arrangements de Silvia Márquez Chulilla (2018, IBS)

Colleen Lee (2007, Naxos, vol. 10) l'a enregistrée au piano.

## Sources
: document utilisé comme source pour la rédaction de cet article.
- Ralph Kirkpatrick (trad. de l'anglais par Dennis Collins), Domenico Scarlatti, Paris, Lattès, coll. « Musique et Musiciens », 1982 (1re éd. 1953 (en)), 493 p. (ISBN 978-2-7096-0118-4, OCLC 954954205, BNF 34689181).
- Alain de Chambure, « Domenico Scarlatti, Intégrale des sonates — Scott Ross », Erato/Éditions Costallat (2564-62092-2 (livret : 2292-45309-2)), 1985 (OCLC 891183737) .
- (es) Celestino Yáñez Navarro (thèse), Nuevas aportaciones para el estudio de las sonatas de Domenico Scarlatti. Los manuscritos del Archivo de Música de las Catedrales de Zaragoza, Université autonome de Barcelone, 2016 (lire en ligne)